# Izotópos összetétel
Izotópos összetételnek azt nevezzük, hogy egy anyagban milyen arányban vannak jelen az egyes alkotó kémiai elemek izotópjai. Ennek ismerete az alapja a radiometrikus kormeghatározásnak.

## Az izotópok anyagszerkezeti hierarchia-szintje
Az izotópok anyagszerkezeti hierarchia-szintje mélyen az atomoké alatt található. Míg az atomok átlagos mérete egy ångströmnyi (100 pm), addig az atommagok mérete átlagosan százezred Å-nyi (1 fm). Ezen a szinten az egyrészecske-csere energiája MeV (megaelektronvolt) nagyságú, míg az atomos anyag energiacseréi átlagosan az 1 eV (elektronvolt) nagyságrendű tartományba esnek.

## Az atommagok - izotópok táblázata
Az atommagok protonokból és neutronokból összetettnek tekinthető részecskék. Mivel a rendszámot a protonok száma határozza meg, ezért a kémiai elemek atomjai a periódusos rendszerben a protonok száma szerint vannak sorba rendezve. Radioaktív és más tulajdonságaik azonban az össznukleonszámtól és a proton-neutron aránytól is függenek. Ezért a protonok és neutronok számát egyszerre figyelembe vevő térképen elrendezve szokásos bemutatni az atommagokat (=izotópokat).

## Az izotópos összetétel legfontosabb fölhasználása a geológiában
A földtani abszolút kormeghatározás, amelyet geológiai képződményekre, anyagokra, ásványokra és régészeti leletekre alkalmaznak, a radiometrikus izotópkémiai módszer.
A földtani kormeghatározás alapja a radioaktív és stabil izotópok arányának változása. Ez az arány a radioaktív izotópok elbomlása miatt megváltozik. Az egyes izotópok bomlási sebességét a felezési idő adja meg. (Az egyes radioaktív izotópok felezési ideje különböző, de időben állandó.) A stabil izotóp mennyisége és a radioaktív izotópok felezési idői alapján számított arányváltozásokat és a mért arányokat összehasonlítva lehet kiszámítani a kőzet (ásvány) létrejötte óta eltelt időt.

## Külső hivatkozások
- Az izotópok táblázata és annak egy részlete
- Izotópos vízgeokémia[halott link]
- Izotóparány mérések a Stardust szonda anyagain